# Bengt Bengtsson (politiker)
Bengt Erik Bengtsson, född 29 december 1915 i Varbergs församling i Hallands län, död 25 november 2006 i Västra Frölunda församling i Göteborgs och Bohus län, var en svensk direktör och politiker för högern (moderaterna).
Bengtsson tog realskoleexamen 1932, utexaminerades vid Göteborgs handelsinstitut 1934, studerade i London (stipendiat) 1947, gjorde därefter studieresor till bland annat Tyskland, Frankrike, Holland, Belgien samt de nordiska länderna. Han var intendent i Västsveriges Allmänna Restaurant AB 1943–1950 och vice verkställande direktör 1950–1963 samt VD 1962–1973 och redaktör för tidskriften Kontoristen 1945–1949.  
Bengt Bengtsson var ledamot av Göteborgs stadsfullmäktige 6 september 1952–1956, av löne- och tjänstenämnden 1953–1956, av taxeringsnämnden i stadens 1:a distrikt 1955–1956, av hamnstyrelsen från 1960, av styrelsen för Göteborgs Frihamn från 1960 och av styrelsen för Göteborgs och Bohus läns turisttrafikförbund från 1961. Han var nämndeman vid Göteborgs rådhusrätt 1948–1952, ledamot av förhandlingsberedningen 1953–1955, revisor för hälsovårdsnämnden 1948–1952, ledamot av styrelsen för Göteborgs kontoristförening 1944–1949, ordförande för Ungsvenskarna i Göteborg 1948 samt ledamot av styrelsen för Göteborgs högerförbund 1948–1961. 
Som riksdagsman tillhörde han andra kammaren 1957–1962 för Göteborgs valkrets. Under riksdagstiden lade han fram 28 egna motioner, främst om näringspolitik och utbildning.

## Familj
Bengt Bengtsson var son till konduktör Eskil Bengtsson och Adolfina Bengtsson, född Zachrisdotter. Gift 3 juni 1939 i Göteborg med Signe Alfhild Viola Olsson, född 6 september 1916 i Göteborg, dotter till korkskärare Alfred Olsson och Selma Löfgren.

## Fotnoter
1. ↑   Sveriges dödbok 1901–2009 (DVD-rom) (Version 5.0). Solna: Sveriges släktforskarförbund. 2010. Libris 11931231. ISBN 978-91-87676-59-8